# 四預流支
預流支，又稱入流分，稱佛教術語，意指進入八正道的必要前行，修行四預流支可以獲得四不壞信，因此證得須陀洹果。主要分為親近善知識、聽聞正法、如理思維、法隨法行四者，因此又稱四預流支。

## 概論
釋迦牟尼佛以河流來比喻八正道，遵行八正道即是入流。能夠入流的要素（入流支）有四個：
1. 親近善知識
2. 聽聞正法
3. 如理思惟
4. 遵行正法（法、次法向）

修行入流分則成就四不壞淨，可進入須陀洹向，進一步證須陀洹果。